# Saint-Michel-de-Saint-Geoirs
Saint-Michel-de-Saint-Geoirs és un municipi francès situat al departament de la Isèra i a la regió d'Alvèrnia-Roine-Alps. L'any 2007 tenia 310 habitants.

## Demografia

### Població
El 2007 la població de fet de Saint-Michel-de-Saint-Geoirs era de 310 persones. Hi havia 121 famílies de les quals 39 eren unipersonals (30 homes vivint sols i 9 dones vivint soles), 35 parelles sense fills, 43 parelles amb fills i 4 famílies monoparentals amb fills.
La població ha evolucionat segons el següent gràfic:
Habitants censats

### Habitatges
El 2007 hi havia 146 habitatges, 124 eren l'habitatge principal de la família, 8 eren segones residències i 13 estaven desocupats. 125 eren cases i 20 eren apartaments. Dels 124 habitatges principals, 99 estaven ocupats pels seus propietaris, 19 estaven llogats i ocupats pels llogaters i 5 estaven cedits a títol gratuït; 9 tenien dues cambres, 16 en tenien tres, 24 en tenien quatre i 76 en tenien cinc o més. 106 habitatges disposaven pel capbaix d'una plaça de pàrquing. A 55 habitatges hi havia un automòbil i a 65 n'hi havia dos o més.

### Piràmide de població
La piràmide de població per edats i sexe el 2009 era:
| Homes | Edats   | Dones |
| ----- | ------- | ----- |
| 0     | 95 o +  | 0     |
| 0     | 90 a 94 | 2     |
| 1     | 85 a 89 | 4     |
| 1     | 80 a 84 | 2     |
| 1     | 75 a 79 | 4     |
| 6     | 70 a 74 | 3     |
| 6     | 65 a 69 | 5     |
| 10    | 60 a 64 | 9     |
| 6     | 55 a 59 | 5     |
| 10    | 50 a 54 | 5     |
| 11    | 45 a 49 | 8     |
| 8     | 40 a 44 | 13    |
| 9     | 35 a 39 | 8     |
| 12    | 30 a 34 | 8     |
| 6     | 25 a 29 | 7     |
| 11    | 20 a 24 | 7     |
| 4     | 15 a 19 | 13    |
| 7     | 10 a 14 | 5     |
| 9     | 5 a 9   | 6     |
| 8     | 0 a 4   | 7     |

## Economia
El 2007 la població en edat de treballar era de 193 persones, 151 eren actives i 42 eren inactives. De les 151 persones actives 145 estaven ocupades (81 homes i 64 dones) i 6 estaven aturades (2 homes i 4 dones). De les 42 persones inactives 17 estaven jubilades, 10 estaven estudiant i 15 estaven classificades com a «altres inactius».

### Ingressos
El 2009 a Saint-Michel-de-Saint-Geoirs hi havia 114 unitats fiscals que integraven 304 persones, la mediana anual d'ingressos fiscals per persona era de 17.919 €.

### Activitats econòmiques
Dels 7 establiments que hi havia el 2007, 1 era d'una empresa de fabricació d'altres productes industrials, 1 d'una empresa de construcció, 1 d'una empresa de transport, 1 d'una empresa financera, 2 d'empreses de serveis i 1 d'una empresa classificada com a «altres activitats de serveis».
Dels 2 establiments de servei als particulars que hi havia el 2009, 1 era un taller de reparació d'automòbils i de material agrícola i 1 fusteria.
L'any 2000 a Saint-Michel-de-Saint-Geoirs hi havia 18 explotacions agrícoles que ocupaven un total de 504 hectàrees.

## Equipaments sanitaris i escolars
El 2009 hi havia una escola maternal integrada dins d'un grup escolar amb les comunes properes formant una escola dispersa.

## Poblacions properes
El següent diagrama mostra les poblacions més properes.